# Juan de Dios Prados López
Juan de Dios Prados López (Alicante, Alicante, 12 de agosto de 1986), más conocido como Juande, es un futbolista español que juega de centrocampista en el Adelaide United F. C. de la A-League.

## Carrera
Inició su carrera en Motril, en las filas del Costa Tropical, fue convocado por la selección granadina en varias ocasiones, finalmente fichó por las categorías inferiores del Real Betis, para más tarde alternar el Betis B con el primer equipo. 
Juande debutó en la primera plantilla del Real Betis, con el número 31 a la espalda, contra el Anderlecht en la UEFA Champions League el 6 de diciembre de 2005, jugó un increíble partido de titular y fue sustituido en el minuto 81. El Betis perdió 0-1 con un gol de Vincent Kompany. En la temporada 2006/07 jugó un total 7 partidos en liga, 6 de ellos como titular, incluyendo los jugados ante el Recreativo de Huelva y el Real Madrid. El 7 de junio de 2007 sonó para el Liverpool FC a cambio de Mark González. Finalmente firmó contrato hasta 2012 con el Real Betis. Ha alternado el Betis B con el primer equipo. Fue convocado para jugar con la Selección Española sub-21 en el año 2007 para jugar un encuentro contra Polonia en la Eurocopa Sub-21 de 2007. En aquel momento hubo tres equipos españoles que se fijaron en él: Villarreal, Atlético de Madrid y Español, lo cual provocó que el club le aumentara su cláusula a treinta millones de euros para evitar un posible traspaso.
En agosto de 2016 abandonó temporalmente el Spezia, club al que estaba vinculado hasta junio de 2018, para incorporarse a préstamo a la UCAM. En la temporada 2015-16 en el campeonato italiano de Serie B jugó 21 partidos. En la liga 2016-2017 jugó en el UCAM Murcia siendo uno de los jugadores más destacados.
En julio de 2018 se marchó a Australia para jugar en el Perth Glory.
A finales de 2020 se marchó a la India para jugar en el Kerala Blasters, experiencia que duró tres meses ya que a finales de marzo de 2021 regresó a Australia tras firmar con el Adelaide United F. C. para lo que quedaba de temporada.

## Clubes
| Club                       | País      | Año       |
| -------------------------- | --------- | --------- |
| Real Betis Balompié "B"    | España    | 2005-2006 |
| Real Betis Balompié        | España    | 2006-2011 |
| Granada C. F. (cesión)     | España    | 2011      |
| K. V. C. Westerlo          | Bélgica   | 2011-2012 |
| S. D. Ponferradina         | España    | 2012-2014 |
| Spezia Calcio              | Italia    | 2014-2018 |
| UCAM Murcia C. F. (cesión) | España    | 2016-2017 |
| Perth Glory F. C.          | Australia | 2018-2020 |
| Kerala Blasters            | India     | 2021      |
| Adelaide United F. C.      | Australia | 2021-     |